# Grebenau (Guxhagen)

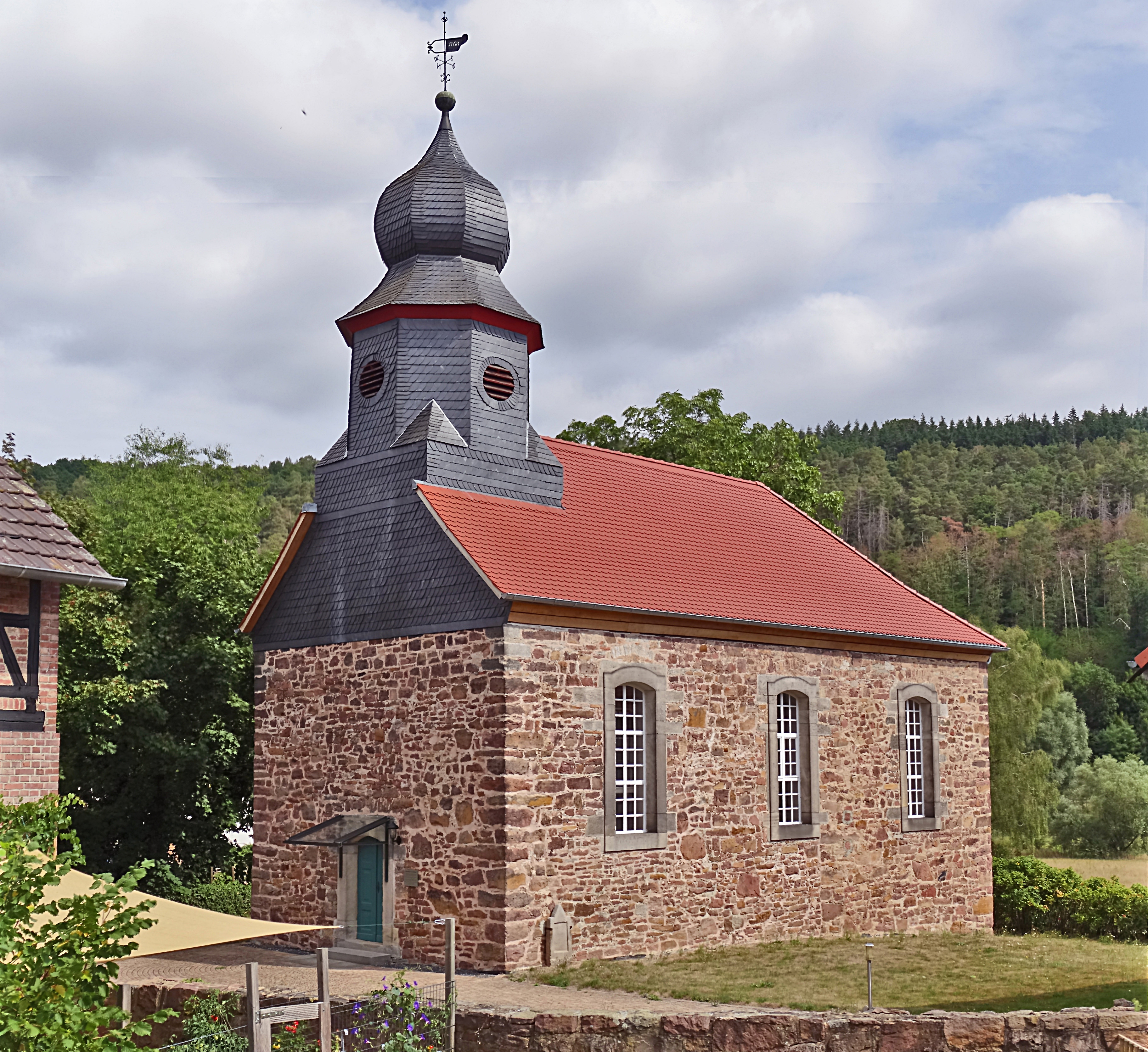
Dorfkirche St. Lullus

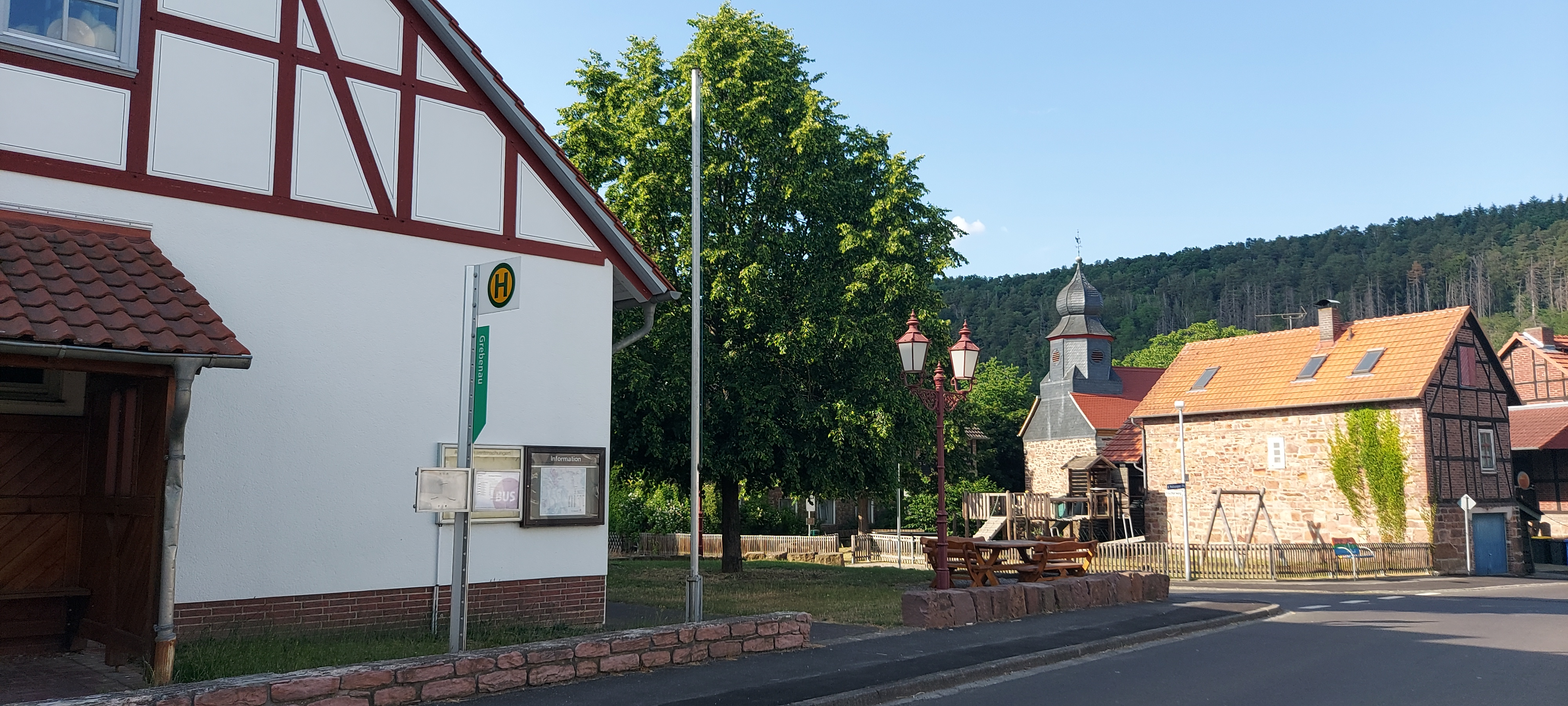
Ortsbild: links das Dorfgemeinschaftshaus, rechts im Hintergrund die Kirche.

Grebenau ist ein Ortsteil der Gemeinde Guxhagen im nordhessischen Schwalm-Eder-Kreis.

## Geographie
Grebenau liegt im unteren Tal der das Dorf nördlich im Rahmen einer Flussschleife umfließenden Fulda, an die sich flussabwärts beim nahen Büchenwerra eine weitere Fuldaschleife anschließt; beide Male ändert der Fluss seine Fließrichtung um jeweils etwa 180 Grad. Der Ort befindet sich zwischen dem Guxhagener Kernort (jenseits der Flussschleife) im Nordwesten, Albshausen im Osten, Körle im Südosten (alle jenseits der Fulda), Wagenfurth (diesseits der Fulda) im Südsüdosten und Büchenwerra (jenseits der Fulda) im Südsüdwesten. In Richtung Süden leitet die Umlauferhebung der Fuldaschleife mit einer 190,8 m hohen Stelle, die etwas südlich des Dorfs liegt, über ein Gebiet mit Wochenendhäusern und vorbei am Schleifsteinskopf (305,4 m) zum Quillerkopf (ca. 345 m) über.

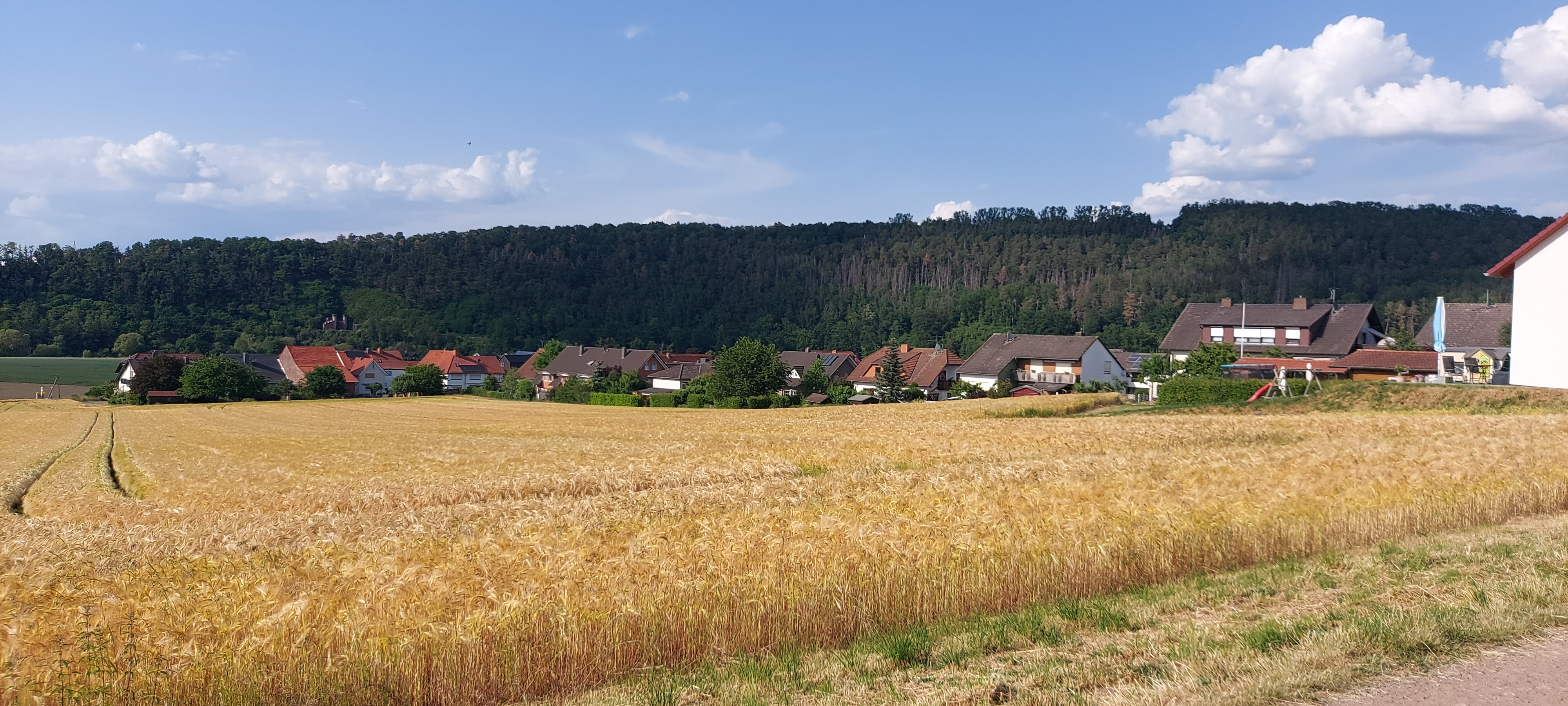
Blick auf Grebenau aus Richtung Büchenwerra

Die Gemarkung Grebenau hat eine Größe von etwa 116 Hektar, davon sind drei Hektar Wald.

## Geschichte

### Ortsgeschichte
Die älteste bekannte schriftliche Erwähnung von Grebenau erfolgte unter dem Namen Grabenouua im Jahr 1057 in einer Urkunde der Reichsabtei Hersfeld. Eine mit dem Jahr 786 datierte Urkunde stellte sich als Fälschung heraus.
Dort wird sie Schenkung Kaiser Karls des Großen von Dorf und Kirche an das Kloster Hersfeld beurkundet. Der Mönch Bruno stellt im Jahr 1057 fest, dass die Urkunde gefälscht ist. Im Jahr 1057 sind Kirche und Dorf Grebenau Eigentum des Klosters Hersfeld.
Die Schule in Grebenau reicht bis in die Zeit vor dem Dreißigjährigen Krieg zurück und stand unmittelbar am Kirchhof. 1864 wurde durch Tausch das Schulgebäude angeschafft, das dann bis 1975 gestanden hat, ehe es abgerissen und an gleicher Stelle ein Feuerwehrhaus erbaut wurde. Ein denkwürdiges Ereignis für den Ort war der Bau einer Brücke über die Fulda im Jahre 1907.
Zum 1. März 1971 wurde die bis dahin selbständige Gemeinde Grebenau  im Zuge der Gebietsreform in Hessen auf freiwilliger Basis als Ortsteil der Gemeinde Guxhagen eingegliedert.
Für Grebenau wurde ein Ortsbezirk mit Ortsbeirat und Ortsvorsteher nach der Hessischen Gemeindeordnung gebildet.

### Verwaltungsgeschichte im Überblick
Die folgende Liste zeigt die Staaten und Verwaltungseinheiten, denen Grebenau angehört(e):
- vor 1567: Heiliges Römisches Reich, Landgrafschaft Hessen, Amt Melsungen
- ab 1567: Heiliges Römisches Reich, Landgrafschaft Hessen-Kassel, Amt Melsungen
- 1787: Heiliges Römisches Reich, Landgrafschaft Hessen-Kassel, Amt Melsungen
- ab 1806: Landgrafschaft Hessen-Kassel, Amt Melsungen, Gericht Breitenau
- 1807–1813: Königreich Westphalen, Departement der Fulda, Distrikt Kassel, Kanton Melsungen
- ab 1815: Kurfürstentum Hessen, Amt Melsungen[7]
- ab 1821: Kurfürstentum Hessen, Provinz Niederhessen, Kreis Melsungen[8]
- ab 1848: Kurfürstentum Hessen, Bezirk Hersfeld
- ab 1851: Kurfürstentum Hessen, Provinz Niederhessen, Kreis Melsungen
- ab 1867: Königreich Preußen, Provinz Hessen-Nassau, Regierungsbezirk Kassel, Kreis Melsungen
- ab 1871: Deutsches Reich,  Königreich Preußen, Provinz Hessen-Nassau, Regierungsbezirk Kassel, Kreis Melsungen
- ab 1918: Deutsches Reich, Freistaat Preußen, Provinz Hessen-Nassau, Regierungsbezirk Kassel, Kreis Melsungen

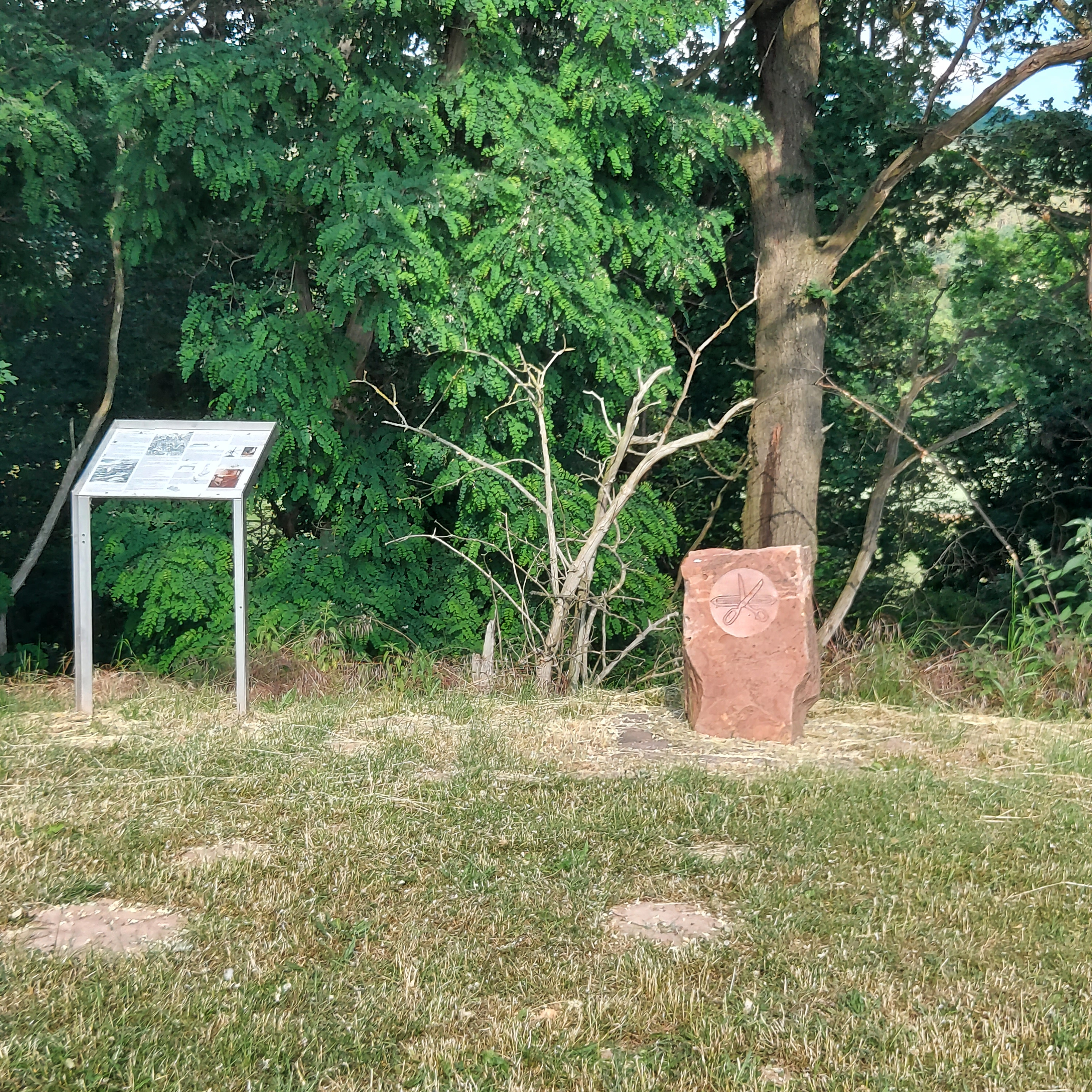
Der Handwerksburschenstein

- Der Handwerksburschensteinab 1944: Deutsches Reich, Freistaat Preußen, Provinz Kurhessen, Landkreis Melsungen
- ab 1945: Deutsches Reich, Amerikanische Besatzungszone, Groß-Hessen, Regierungsbezirk Kassel, Landkreis Melsungen
- ab 1946: Deutsches Reich, Amerikanische Besatzungszone, Hessen, Regierungsbezirk Kassel, Landkreis Melsungen
- ab 1949: Bundesrepublik Deutschland, Hessen, Regierungsbezirk Kassel, Landkreis Melsungen
- ab 1972: Bundesrepublik Deutschland, Hessen, Regierungsbezirk Kassel, Schwalm-Eder-Kreis

## Bevölkerung

### Einwohnerstruktur 2011
Nach den Erhebungen des Zensus 2011 lebten am Stichtag dem 9. Mai 2011 in Grebenau 276 Einwohner. Darunter waren keine Ausländer.
Nach dem Lebensalter waren 45 Einwohner unter 18 Jahren, 114 zwischen 18 und 49, 54 zwischen 50 und 64 und 63 Einwohner waren älter. Die Einwohner lebten in 126 Haushalten. Davon waren 30 Singlehaushalte, 33 Paare ohne Kinder und 45 Paare mit Kindern, sowie 15 Alleinerziehende und 6 Wohngemeinschaften. In 27 Haushalten lebten ausschließlich Senioren und in 75 Haushaltungen lebten keine Senioren.

### Einwohnerentwicklung
- 1585: 16 Haushaltungen[1]
- 1747: 19 Haushaltungen[1]

| Grebenau: Einwohnerzahlen von 1834 bis 2018 | Grebenau: Einwohnerzahlen von 1834 bis 2018 | Grebenau: Einwohnerzahlen von 1834 bis 2018 | Grebenau: Einwohnerzahlen von 1834 bis 2018 | Grebenau: Einwohnerzahlen von 1834 bis 2018 |
| --- | ------------------------------------------- | ------------------------------------------- | ------------------------------------------- | ------------------------------------------- |
| Jahr |                                             |                                             |                                             | Einwohner                                   |
| 1834 | 1834                                        |                                             | 148                                         | 148                                         |
| 1840 | 1840                                        |                                             | 165                                         | 165                                         |
| 1846 | 1846                                        |                                             | 194                                         | 194                                         |
| 1852 | 1852                                        |                                             | 147                                         | 147                                         |
| 1858 | 1858                                        |                                             | 150                                         | 150                                         |
| 1864 | 1864                                        |                                             | 145                                         | 145                                         |
| 1871 | 1871                                        |                                             | 150                                         | 150                                         |
| 1875 | 1875                                        |                                             | 136                                         | 136                                         |
| 1885 | 1885                                        |                                             | 145                                         | 145                                         |
| 1895 | 1895                                        |                                             | 140                                         | 140                                         |
| 1905 | 1905                                        |                                             | 141                                         | 141                                         |
| 1910 | 1910                                        |                                             | 136                                         | 136                                         |
| 1925 | 1925                                        |                                             | 142                                         | 142                                         |
| 1939 | 1939                                        |                                             | 157                                         | 157                                         |
| 1946 | 1946                                        |                                             | 254                                         | 254                                         |
| 1950 | 1950                                        |                                             | 250                                         | 250                                         |
| 1956 | 1956                                        |                                             | 204                                         | 204                                         |
| 1961 | 1961                                        |                                             | 184                                         | 184                                         |
| 1967 | 1967                                        |                                             | 207                                         | 207                                         |
| 1980 | 1980                                        |                                             | ?                                           | ?                                           |
| 1990 | 1990                                        |                                             | ?                                           | ?                                           |
| 1996 | 1996                                        |                                             | 276                                         | 276                                         |
| 2002 | 2002                                        |                                             | 290                                         | 290                                         |
| 2006 | 2006                                        |                                             | 284                                         | 284                                         |
| 2010 | 2010                                        |                                             | 283                                         | 283                                         |
| 2011 | 2011                                        |                                             | 276                                         | 276                                         |
| 2018 | 2018                                        |                                             | 263                                         | 263                                         |
| Datenquelle: Historisches Gemeindeverzeichnis für Hessen: Die Bevölkerung der Gemeinden 1834 bis 1967. Wiesbaden: Hessisches Statistisches Landesamt, 1968. Weitere Quellen: ; Stadt Spangenberg:; Zensus 2011 |                                             |                                             |                                             |                                             |

### Historische Religionszugehörigkeit
| • 1885: | 145 evangelische (= 100 %) Einwohner                              |
| • 1961: | 165 evangelische (= 89,67 %), 16 katholische (= 8,70 %) Einwohner |

## Vereine
Es gibt folgende Vereine im Ort:
- Freiwillige Feuerwehr Guxhagen-Grebenau
- Schützenverein
- Hanomagfreunde Grebenau
- SGG Sportgemeinschaft Grebenau
- Heimatverein Grebenau
- Maschinenring Grebenau
- Kirmesteam Grebenau
- Kulturverein Grebenau

## Verkehr
Nordöstlich von Grebenau zweigt jenseits der Fulda von der Bundesstraße 83 die Kreisstraße 147 ab, die nach Überbrücken des Flusses durch das Dorf und danach in Richtung Süden nach und dann durch Wagenfurth führt. Die Ortschaft liegt am Fulda-Radweg (Hessischer Radfernweg R1) und am Fulda-Weser-Radweg, die zwischen den beiden Fuldaschleifen und damit zwischen Grebenau und Büchenwerra seit 1999 über eine Rad- und Fußwegbrücke führen.